# HLA-A31

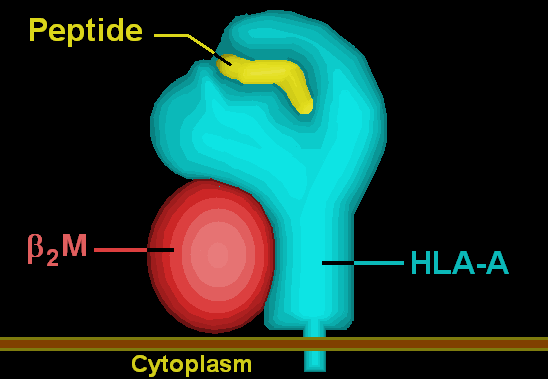

HLA-A31 هو نمط مصلي من مستضد الكريات البيضاء البشرية-أ.